# プルーネット
プルーネット(PloonetまたはTidally detached exomoon)は、別の惑星の衛星であったものが惑星移動の際の潮汐力で軌道から弾き出され、それ自体が惑星となった、仮想上の太陽系外惑星である。2019年時点でまだ見つかっていないが、他の恒星の周囲にあり、測光により発見できると考えられている。
orphaned exomoonと呼ばれることもある。Ploonetという名称は、王立天文学会月報で発表された論文で用いられ、多くのメディアから注目された。